# Vinay (Isère)
Vinay ist eine französische Gemeinde mit 4449 Einwohnern (Stand 1. Januar 2022) im Département Isère in der Region Auvergne-Rhône-Alpes; sie gehört zum Arrondissement Grenoble und zum Kanton Le Sud Grésivaudan.

## Geografie

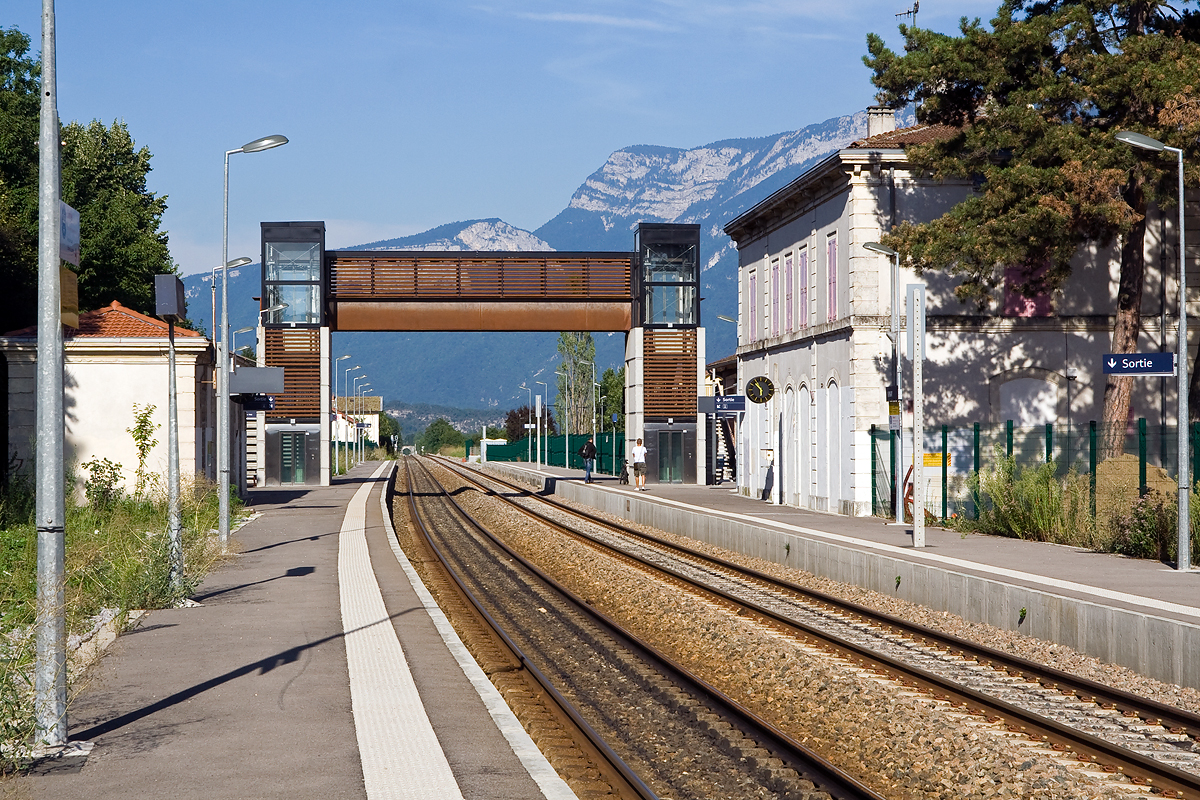
Bahnhof Vinay (2010)

Vinay liegt am Unterlauf der Isère im Bas Grésivaudan, auf halbem Weg zwischen Grenoble und Valence, am Fuß des Vercors-Massivs und unterhalb des Berges Montvinay und seiner Burg. Die Stadt liegt nordwestlich des Regionalen Naturparks Vercors, mit dem sie als Zugangsort assoziiert ist.
Vinay ist das Zentrum des größten Nuss-Anbaugebiets Europas. Noix de Grenoble ist eine geschützte Ursprungsbezeichnung (AOP).
Die Gemeinde hat einen Bahnhof an der Bahnstrecke Valence–Moirans, dieser wird von TER-Rhône-Alpes-Zügen bedient. Die Strecke wurde in den Jahren 2011 bis 2013 elektrifiziert. Dazu musste sie während der Sommermonate teilweise gesperrt werden. Die nächsten TGV-Bahnhöfe sind Valence TGV und der Bahnhof Grenoble.
Vinay besitzt eine Anschlussstelle an der Autoroute A 49, welche südlich des Gemeindekerns verläuft. Außerdem führt die D1092 (ehemalige Nationalstraße) durch den Ort.

## Bevölkerungsentwicklung
| Jahr                       | 1962 | 1968 | 1975 | 1982 | 1990 | 1999 | 2017 |
| -------------------------- | ---- | ---- | ---- | ---- | ---- | ---- | ---- |
| Einwohner                  | 2721 | 2925 | 3198 | 3376 | 3410 | 3525 | 4251 |
| Quellen: Cassini und INSEE |      |      |      |      |      |      |      |

## Sehenswürdigkeiten
- Die Burg Montvinay
- Der Grand Séchoir, ein Museum zur Noix de Grenoble